# Gilbert Facchinetti
Gilbert Facchinetti (* 28. Januar 1936 in Lausanne; † 6. Juli 2018 in Neuenburg) war ein Schweizer Unternehmer und Fussballspieler italienischer Herkunft. Er war langjähriger Präsident des Fussballvereins Neuchâtel Xamax.

## Leben
Nach einer Lehre als Metzger spielte Facchinetti bei Servette FC und erhielt später eine Offerte vom CFC Genua, mit einem monatlichen Salär von 6000 Schweizer Franken. Sein Onkel verstarb zum gleichen Zeitpunkt und der unterschriftsreife Transfer kam nicht zustande. Gilbert Facchinetti wurde nämlich von seinem Vater Silvio gedrängt, in den Familienbetrieb einzusteigen, der im Bauwesen tätig war. 1969 spielte er ein letztes Nationalliga-Spiel mit dem FC Cantonal Neuchâtel.
Facchinetti wurde 1970 Technischer Direktor des aus der Fusion zwischen dem FC Cantonal Neuchâtel und dem FC Xamax hervorgegangenen Vereins Neuchâtel Xamax. 1979 übernahm er die Präsidentschaft.
Als ausgesprochener Patriarch führte er seinen Club zu zwei Schweizer Meistertiteln (1987 und 1988). Dazu kamen zwei Viertelfinal-Teilnahmen im UEFA-Cup sowie namhafte Heimsiege im Meistercup. Facchinetti verstand es, die Neuenburger Wirtschaft für den Fussballclub zu mobilisieren. Spieler wie Heinz Hermann, Uli Stielike, Hossam Hassan und Lajos Détári oder Trainer Gilbert Gress konnten für Xamax gewonnen werden.
Als Mann des Wortes schloss Facchinetti seine Verträge mit einem Handschlag ab. Einmal jedoch forderten zwei Spieler hohe Summen von ihm, ohne den Handschlag zu respektieren. Jahrzehntelang war er der wichtigste Geldgeber bei Xamax und vor Heimspielen lud seine Familie die erste Mannschaft zum Essen in der Villa in Saint-Blaise.
Nach 24 Jahren an der Spitze übergab er 2003 die Leitung des Klubs an Alain Pedretti. Er blieb unter anderem als Ehrenpräsident weiter aktiv. 2012 setzte er sich, dafür ein, den Klub nach dem Konkurs weiterzuführen. Das Förderprogramm von Xamax seit dem Konkurs ist nach ihm benannt (Fondation Gilbert Facchinetti).
Sein Enkel Mickaël Facchinetti spielte als Verteidiger unter anderem bei Neuchâtel Xamax.